# 森宏一
森 宏一（もり こういち、1901年8月21日 - 1993年2月9日）は、日本の哲学者。本名は杉原圭三。

## 経歴
1901年、東京府生まれ。東京帝国大学を卒業。唯物論研究会の創立以来の会員として活動する。社会主義の立場から、実存主義、西田幾多郎・田辺元の哲学を批判した。

## 家族・親族
- 厚木たかの夫だった時期がある。

## 著書
- 近代唯物論 三笠書房 1935
- 日本イデオロギーの系譜 真善美社 1947
- 田辺哲学批判 夏目書店 1947
- 弁証法的唯物論 ナウカ社 1948 (ナウカ講座)
- 近代唯物論史 三笠書房 1951
- 毛沢東「矛盾論」入門 新科学社 1953 (新科学の基礎知識)
- 現代の哲学 五月書房 1954 (マルクス主義入門講座)
- 哲学入門 合同出版社 1957 (合同新書)
- フォイエルバッハ論 原典解説 青木書店 1965 (マルクス=レーニン主義入門叢書)
- 社会のしくみと歴史の進歩 新日本出版社 1967 (社会科学入門双書)
- 社会のしくみ歴史のすじみち 史的唯物論への理解 日本青年出版社 1968 (青年のための社会科学)
- 唯物論の思想と闘争 新日本出版社 1971
- 近代唯物論 1973 (新日本新書)
- はたらくものの哲学入門 汐文社 1974
- 哲学とは何か 世界観の史的展開 合同出版 1976
- 近代唯物論の歴史 青木書店 1977.2 (青木現代叢書)
- 社会主義思想の形成史 新日本出版社 1980.3
- 唯物論と経験批判論の学習 1980.7 (新日本新書)
- ロシア思想史 同時代社 1990.7

## 共編著
- 唯物論と主体性 解放社 1948
- 現代ヒューマニズム ナウカ社 1948
- 弁証法的唯物論 鈴木進、三井田一男共著 青木書店 1956 (現代哲学全書)
- 青年と思想 第1-4 日本青年出版社 1970-1971
- 現代と疎外 1970 (新日本新書)
- 哲学辞典 青木書店 1971

## 翻訳
- 『現代アメリカの世界観』 H.M.カレン,S.フック編 青年書房 1941
- 『国家と革命』 レーニン 社会主義著作刊行会 1946 (社会主義著作集)
- 『弁証法的唯物論』 ソ同盟科学院哲学研究所編 古在由重共訳 1955 (青木新書)
- 『認識論』 ロジエ・ガロディー 青木書店 1956 (唯物論叢書)
- 『哲学教程』 ソ連邦科学院哲学研究所 寺沢恒信共訳 合同出版社 1959 (合同新書)
- 『マルクス主義哲学の形成』 テ・イ・オイゼルマン 勁草書房 1964
- 『マルクス主義弁証法の歴史 マルクス主義の出現からレーニン的段階にいたる』 ロゼンターリ編 大月書店 1973
- 『史的唯物論 マルクス主義社会論概説』 ウラディスラフ・ケレ、マトウェイ・コワリゾン プログレス出版所 1973
- 『フォイエルバッハ論』 エンゲルス 1975 (新日本文庫)
- 『共産主義と哲学』 ペ・エヌ・フェドセーエフ 協同産業・出版部 1975
- 『唯物論と経験批判論 ある反動哲学についての批判的覚え書』 レーニン 1979.3 (新日本文庫)
- 『ゲルツェン著作選集』 1-3 同時代社 1985-1986
- 『チェルヌィシェーフスキー著作選集』 1-2 同時代社 1986-1987
- 『ベリンスキー著作選集』 1-2 同時代社 1987-1988
- 『十八世紀フランスの社会思想の発展』 ヴァチェスラフ・ペ・ヴォルギン 同時代社 1989-1990
- 『19世紀ロシアにおけるユートピア社会主義思想』（編訳）光陽出版社 1994.3